# Šaševa - cret
Šaševa - cret este o arie protejată (sit de importanță comunitară — SCI) din Croația întinsă pe o suprafață de 25,15 ha, integral pe uscat.

## Localizare
Centrul sitului Šaševa - cret este situat la coordonatele 45°15′29″N 16°02′53″E / 45.258°N 16.048°E.

## Înființare
Situl Šaševa - cret a fost declarat sit de importanță comunitară în iulie 2013 pentru a proteja un număr necunoscut de specii din flora spontană și fauna sălbatică aflate în arealul zonei.

## Biodiversitate
Situată în ecoregiunea continentală, aria protejată conține 2 habitate naturale: Mlaștini turboase de tranziție și turbării mișcătoare, Depresiuni pe substraturi de turbă de Rhynchosporion.
La baza desemnării sitului se află un număr nedeclarat de specii protejate.